# Gerichtsbezirk Dornbirn
Der Gerichtsbezirk Dornbirn ist der örtliche Zuständigkeitsbereich des Bezirksgerichts Dornbirn im österreichischen Bundesland Vorarlberg.
Der Sitz des Bezirksgerichts befindet sich in der Bezirkshauptstadt Dornbirn. Somit ist der Gerichtsbezirk Dornbirn deckungsgleich mit dem politischen Bezirk Dornbirn und einer von fünf Gerichtsbezirken im Bundesland Vorarlberg. Als übergeordnetes Gericht fungiert das Landesgericht Feldkirch.
Die Zuteilung der Gerichtssprengel in Vorarlberg erfolgte mit der Verordnung der Bundesregierung vom 19. Jänner 1971 über die Sprengel der in Vorarlberg gelegenen Bezirksgerichte im BGBl. Nr. 33/1971. Der Gerichtsbezirk Dornbirn wurde darin in § 4 festgelegt.

## Örtliche Zuständigkeit

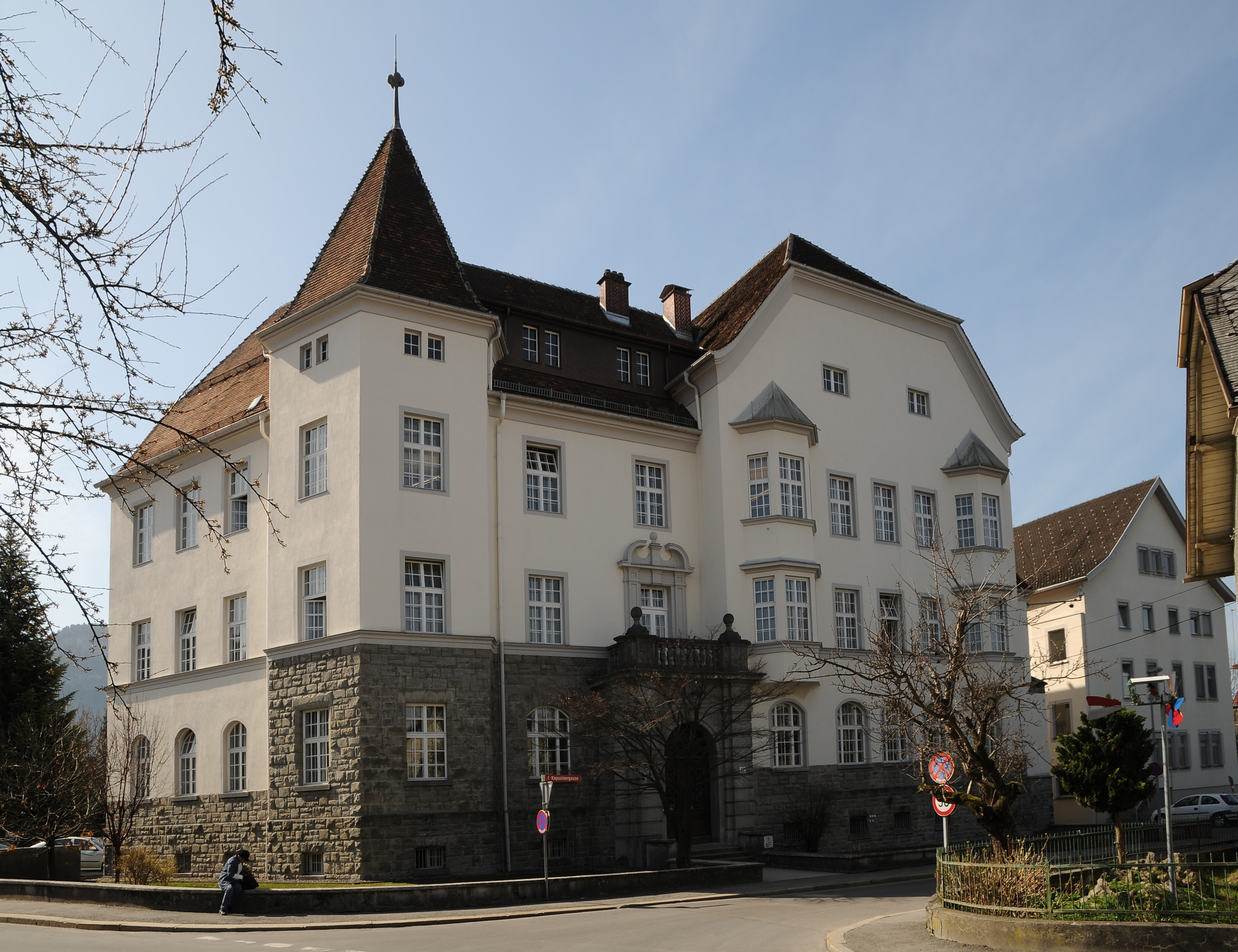
Bezirksgericht Dornbirn

Der Gerichtsbezirk erstreckt sich auf alle drei Gemeinden des Bezirks Dornbirn.
1. Dornbirn
2. Hohenems
3. Lustenau